# Batavi (álbum)
Batavi é um álbum da banda neerlandesa, de folk metal, Heidevolk, lançado em 2012.

## Faixas
| N.º | Título                                                              | Duração |  |
| 1.  | "Een nieuw begin" ("A New Beginning")                               | 3:57    |  |
| 2.  | "De toekomst lonkt" ("When the Future Beckons")                     | 4:26    |  |
| 3.  | "Het verbond met Rome" ("The Alliance with Rome")                   | 5:08    |  |
| 4.  | "Wapenbroeders" ("Brothers in Arms")                                | 4:00    |  |
| 5.  | "In het woud gezworen" ("Sworn in the Woods")                       | 6:39    |  |
| 6.  | "Veleda"                                                            | 2:30    |  |
| 7.  | "Als de dood weer naar ons lacht" ("When Death Smiles at Us Again") | 3:51    |  |
| 8.  | "Einde der zege" ("The End of Victory")                             | 4:06    |  |
| 9.  | "Vrijgevochten" ("Fought to Freedom")                               | 5:08    |  |

## Créditos
- Joost Vellenknotscher - bateria
- Rowan Roodbaert - baixo
- Mark Splintervuyscht - vocal
- Reamon Bomenbreker - guitarra
- Joris den Boghtdrincker - vocal
- Kevin Vruchtbaert - guitarra

### Partiipações
- Irma Vos - violino
- Corinna Tenbuss - flauta

### Produção
- Klaas Lageveen - arte de capa
- Awik Balaian - arte de capa
- Nico Van Montfort - enginheiro
- Jonas Kjellgren - masterização
- Peter Tägtgren - mixagem